# تينا كريزان
تينا كريزان (بالسلوفينية: Tina Križan)‏ مواليد 18 مارس 1974 في ماريبور، هي لاعبة كرة مضرب سلوفينية سابقة بدأت مسيرتها كمحترفة سنة 1990 وكانت تلعب باليد اليمنى، اعتزلت اللعب في 2007. أعلى تصنيف لها في الفردي كان 95. أعلى تصنيف لها في الزوجي كان 19. سبق أن شاركت في دورة الألعاب الأولمبية الصيفية.

## روابط خارجية
- تينا كريزان على موقع رابطة محترفات التنس (الإنجليزية)
- تينا كريزان على موقع الاتحاد الدولي لكرة المضرب (الإنجليزية)
- تينا كريزان على موقع كأس بيلي جين كينغ (الإنجليزية)
- تينا كريزان على موقع بطولة ويمبلدون (الإنجليزية)
- تينا كريزان على موقع خلاصة التنس.كوم (الإنجليزية)
- تينا كريزان على موقع اللجنة الأولمبية الدولية (الإنجليزية)
- تينا كريزان على موقع أوليمبيديا (الإنجليزية)